# Сипнево (Куявсько-Поморське воєводство)
Сипнево (пол. Sypniewo, нім. Sittnow) — село в Польщі, у гміні Венцборк Семполенського повіту Куявсько-Поморського воєводства.
Населення — 1649 осіб (2011).
У 1975—1998 роках село належало до Бидгощського воєводства.

## Демографія
Демографічна структура станом на 31 березня 2011 року:
|          | Загалом | Допрацездатний вік | Працездатний вік | Постпрацездатний вік |
| -------- | ------- | ------------------ | ---------------- | -------------------- |
| Чоловіки | 827     | 216                | 540              | 71                   |
| Жінки    | 822     | 174                | 471              | 177                  |
| Разом    | 1649    | 390                | 1011             | 248                  |